# République démocratique du Congo aux Jeux olympiques de la jeunesse d'été de 2010
La république démocratique du Congo participe aux Jeux olympiques de la jeunesse d'été de 2010 à Singapour.
L'équipe congolaise est composée d’un athlète concourant en athlétisme dans le 400 m.

## Athlétisme
- Yorghena Embole Mokulu